# 1965年11月23日日食
1965年11月23日日食是一次日環食，發生於1965年11月23日（西半球的部分日偏食區域為11月22日）。新月當天（即朔日），地球上觀測到月球和太阳的角距離極小，此時月球如果恰好在月球交點附近，穿過太阳和地球之間，與地球、太阳接近一直線，則會出現日食。月球穿過太阳和地球之間，但距地球較遠，本影未能接觸地表，而使偽本影覆蓋的區域內看到月球的角直徑小於太陽，就形成日環食，同時在偽本影兩側數千公里的半影範圍內形成日偏食。此次日環食經過了苏联、阿富汗、西巴基斯坦、印度、中國、尼泊爾、錫金、東巴基斯坦、缅甸、泰国、寮國的很小一角、柬埔寨、南越、南沙群岛、文莱、马来西亚、印尼、巴布亞紐幾內亞領地、吉爾伯特及埃利斯群島，日偏食則覆蓋了亚洲大部、澳大利亚絕大部分及周邊部分地區。

## 日食概況

### 出現區域
苏联今屬土库曼斯坦部分的東部在日出時最先看到日環食，此後月球偽本影向東南經過喜馬拉雅山脈地區，穿過中南半島、南海、馬來群島，途中在蘇拉威西島西北約90公里的西里伯斯海海面達到最大食分。此後偽本影逐漸轉向東北，覆蓋了澳大利亚海外領地、聯合國託管地巴布亞紐幾內亞領地和英國殖民地吉爾伯特及埃利斯群島（今屬基里巴斯的部分）的部分島嶼，在日落時分結束於馬金群島東北約300公里的洋面。環食帶均在國際日期變更線以西，在11月23日看到日環食。環食帶覆蓋了位於尼泊尔和中國的共8座8000米級山峰——道拉吉里峰、安納布爾納峰、馬納斯盧峰、希夏邦馬峰、卓奧友峰、珠穆朗瑪峰（世界最高峰）、洛子峰、馬卡魯峰，以及位於印尼的大洋洲最高峰查亞峰。
偽本影經過的陸地包括：
- 苏联：
  - 土库曼苏维埃社会主义共和国：列巴普州東部；
  - 乌兹别克苏维埃社会主义共和国：卡什卡達里亞州南部和蘇爾漢河州南半部；
  - 塔吉克苏维埃社会主义共和国：哈特隆州西南部；
- 阿富汗王國：法里亞布省東北角、朱茲詹省北部、巴爾赫省中北部、薩曼甘省北部、昆都士省、巴格蘭省中北部、塔哈爾省中南部、巴達赫尚省南部、努爾斯坦省除西南部外的大部、拉格曼省極東北角、庫納爾省中北部；
- 巴基斯坦：
  - 西巴基斯坦（本影第一次入境）：擦過聯邦直轄部落地區北部，自西北向東南斜貫開伯爾-普什圖省中部偏北和自由克什米爾中北部，擦過吉爾吉特-巴爾蒂斯坦極西南角；
  - 東巴基斯坦（今孟加拉国，第二次入境）：經過今朗布爾專區、拉傑沙希專區東北部、達卡專區北部、錫爾赫特專區西南部、吉大港專區西北部，第三次入境擦過吉大港專區東北部；
- 印度：第一次入境自西北向東南斜貫查謨和克什米爾邦（今查謨和克什米爾除極東北的一角和西南部外的大部分、拉達克南部）後經過喜馬偕爾邦東北半部和北阿坎德邦東北部，第二次入境經過比哈爾邦東北部，斜貫西孟加拉邦北部並經過阿薩姆邦西端和梅加拉亞邦西部，第三次入境經過特里普拉邦除西南部外的大部和阿薩姆邦南端並斜貫米佐拉姆邦；
- 中国：經過西藏自治区與印度的西端邊界和與尼泊尔的邊界；
- 尼泊爾王國：遠西部發展區（英语：Far-Western Development Region, Nepal）北部、中西部發展區（英语：Mid-Western Development Region, Nepal）北部、西部發展區北半部、中部發展區（英语：Central Development Region, Nepal）中北部、東部發展區除西南部外的大部，其中加德滿都是本次環食帶內唯一首都；
- 錫金王國（今印度錫金邦）西南部；
- 緬甸聯邦：自西北向東南斜貫欽邦北部，經過實皆省南部、馬圭省北部、曼德勒省中南部、撣邦西南部、克耶邦中北部；
- 泰國：自西北向東南斜貫北部地區和依善地區；
- ：擦過沙耶武里省西南部；
- 柬埔寨王国：暹粒省中東部（今奧多棉吉省除西部外的大部和暹粒省東北半部）、上丁省西南半部（今柏威夏省除東北部外的大部和上丁省西南部）、磅同省東北半部、桔井省除東北部外的大部、磅湛省東部（含今特本克蒙省東北半部）、蒙多基里省西南部；
- 南越：今越南西寧省東北部、平福省、平陽省東北半部、多樂省西南部（今得農省西南部）、同奈省中北部、林同省西半部、平順省除東部外的大部、福綏省（今巴地頭頓省）東部；
- 南沙群岛：南薇灘、南通礁、皇路礁；
- ：摩拉縣、都東縣中北部、淡武隆縣；
- 马来西亚：砂拉越的林夢省中北部，沙巴的內陸省西南半部和斗湖省極西南角；
- 印度尼西亞：東加里曼丹省北部（今北加里曼丹省北部和東加里曼丹省東北角）、中蘇拉威西省北部、北蘇拉威西省中西部（今哥倫打洛省除東北部外的大部和北蘇拉威西省西南角），自西向東貫穿马鲁古省（今马鲁古省南部和北马鲁古省北部）和巴布亞省中部偏北（含今西巴布亞省南部）；
- 巴布亞和紐幾內亞領地：今巴布亚新几内亚桑道恩省北部、東塞皮克省北半部、馬當省極北端、新愛爾蘭省中部偏北；
- 吉尔伯特和埃利斯群岛：今基里巴斯布塔里塔里環礁西北部和馬金群島中北部。[3][4]

除了上述狹窄的環食帶內能看到日環食之外，月球半影覆蓋範圍內都能看到日偏食，包括西亚東半部、南亚、东亚、东南亚、苏联西伯利亚中南部和中亚大部、澳大利亚除東南和西南角外的大部、密克羅尼西亞島群、美拉尼西亚島群、玻里尼西亞島群西部。其中絕大部分位於國際日期變更線以西，在11月23日看到日食，剩下的部分在11月22日看到日食。

### 基本參數
- 類型：日環食
- 食甚中心處（位於印度尼西亚蘇拉威西島西北約90公里的西里伯斯海）資料：
  - 時間：1965年11月23日4:14:14.5
  - 地點：1°42.9′N 119°50.3′E / 1.7150°N 119.8383°E
  - 食分：0.9656（環食帶內最大）
  - 日環食持續時間：4分2.0秒

## 觀測
洛克希德公司和美國空軍組成的觀測隊在泰国第二大城市清邁附近觀測了本次日環食，並根據觀測結果計算了日環食期間月球和太阳角直徑的大小關係，以及月球的扁率。

## 相關的日食

### 1964-1967年的日食
月球交替位於相對的月球交點時，以半個交點年（食年），即約177天又4小時間隔出現下列日食。
註：1964年1月14日和1964年7月9日的日偏食屬於上一組交點年系列。
| 升交點   | 升交點                   |          | 降交點                   | 降交點 |
| 沙羅周期 | 地圖                     | 沙羅周期 | 地圖                     |        |
| 117      | 1964年6月10日 偏食（南） | 122      | 1964年12月4日 偏食（北） |        |
| 127      | 1965年5月30日 全食       | 132      | 1965年11月23日 環食      |        |
| 137      | 1966年5月20日 環食       | 142      | 1966年11月12日 全食      |        |
| 147      | 1967年5月9日 偏食（北）  | 152      | 1967年11月2日 全食       |        |

### 沙羅周期
沙羅週期長度為18年11天。本次日食屬於沙羅週期132，共包含71次日食，依次為1208年8月13日至1551年3月7日的20次日偏食、1569年3月17日至2146年3月12日的33次日環食、2164年3月23日至2182年4月3日的2次全環食（亦稱混合食）、2200年4月14日至2308年6月19日的7次日全食、2326年6月30日至2470年9月25日的9次日偏食，總共歷時1262.11年。其中最長的全食發生於2290年6月8日，共持續2分14秒。
下表列舉了1901年至2100年間發生的屬於該周期的日食，是第40至50次：
| 40             | 41            | 42             |
| -------------- | ------------- | -------------- |
| 1911年10月22日 | 1929年11月1日 | 1947年11月12日 |
| 43             | 44            | 45             |
| 1965年11月23日 | 1983年12月4日 | 2001年12月14日 |
| 46             | 47            | 48             |
| 2019年12月26日 | 2038年1月5日  | 2056年1月16日  |
| 49             | 50            |                |
| 2074年1月27日  | 2092年2月7日  |                |

## 資料來源
1. ↑  樊忠玉. . 中国天文科普网.   [2016-04-06]. （原始内容存档于2014-09-17）.
2. 1 2  Fred Espenak. . NASA Eclipse Web Site.   [2016-04-06]. （原始内容存档于2020-10-28）.（英文）
3. ↑  Fred Espenak. . NASA Eclipse Web Site.   [2016-04-06]. （原始内容存档于2020-10-23）.（英文）
4. ↑  Xavier M. Jubier. .   [2016-04-06]. （原始内容存档于2016-10-25）.（法文）（英文）
5. ↑  Fred Espenak. . NASA Eclipse Web Site.   [2016-04-06]. （原始内容存档于2008-08-29）.（英文）
6. ↑  Stoddard, L. G. ; Carson, D. G. . 美國空軍劍橋研究實驗室. 1967-01  [2016-04-09]. （原始内容存档于2016-04-21）.（英文）
7. ↑  Fred Espenak. . NASA Eclipse Web Site.（英文）

## 外部連結
- NASA日食專頁（页面存档备份，存于）（英文）
- 可見區域圖和時間統計：由弗雷德·埃斯佩纳克做出的日食預報，NASA/GSFC
  - Google互動地圖呈現的日食範圍
  - 貝塞爾元素
- Google地圖顯示的日環食和日偏食範圍（页面存档备份，存于）（法文）（英文）

| \| \| 日食 \|                             |                               |                                           |
| 上一次日食： 1965年5月30日日食 （日全食） | 1965年11月23日日食 （日環食） | 下一次日食： 1966年5月20日日食 （日環食） |
| 上一次日環食： 1963年1月25日日食          | 1965年11月23日日食 （日環食） | 下一次日環食： 1966年5月20日日食          |
|                                           | 日食                          |                                           |